# Calceolaria flavovirens
Calceolaria flavovirens är en toffelblomsväxtart som beskrevs av C. Ehrhart. Calceolaria flavovirens ingår i släktet toffelblommor, och familjen toffelblomsväxter. Inga underarter finns listade i Catalogue of Life.